# فلورنس إشالومي
فلورنس دوتا إشالومي (بالإنجليزية: Florence Eshalomi) (لقبها قبل الزواج نوزيغبي، من مواليد 18 سبتمبر 1980) هي سياسية بريطانية، تعمل كعضو في البرلمان عن فوكسهول منذ عام 2019. عضو في الأحزاب العمالية والتعاونية، وكانت عضوًا في هيئة لندن التشريعية عن لامبيث وساوثوارك منذ عام 2016. منذ عام 2006 وحتى عام 2018، كانت مستشارة محلية، مثلت دائرة بريكستون هيل في مجلس منطقة لامبيث الإدارية في لندن.

## الحياة المهنية السياسية
قبل فوزها بمقعدها في الجمعية، عملت في وكالة العلاقات العامة فور كميونكشن بصفة مديرة حساب الشؤون العامة.
عملت إشالومي كمستشارة محلية من بريكستون هيل في مجلس منطقة لامبيث الإدارية في لندن. مثلت الدائرة مع النائب العمالي المستقبلي ستيف ريد.
عملت إشالومي سابقًا كعضو في مجلس إستراتيجية التقدم. في عام 2016 ذكرت صحيفة التايمز أن «مومنتوم واحد من أكثر فصائل تشددًا» خطط لتنظيم اعتصام لدعم ترشيح إشالومي لعضوية هيئة لندن التشريعية. انتقد نواب من بينهم تشوكا أومونا، وبن برادشو، وستيلا كريسي الاعتصام بشدة، وصرح متحدث باسم مومنتوم بأن الاعتصام نظمته مجموعة منفصلة وأن «مومنتوم يؤيد حملة فلو تأييدًا كاملًا». في انتخابات القيادة لعام 2015، دعمت إشالومي ليز كيندال لتصبح زعيمة حزب العمل.
انتخِبت إشالومي لعضوية هيئة لندن في 5 مايو 2016 بأغلبية 62,243 متفوقةً بذلك على مرشح حزب المحافظين روبرت فلين. وهي المتحدثة الرئيسية باسم مجموعة العمل التابعة لهيئة لندن التشريعية حول قضايا النقل، والرئيسة الحالية للجنة النقل في هيئة لندن التشريعية.
بصفتها عضوًا في الهيئة، نظمت إشالومي حملات حول قضايا تشمل جريمة العصابات، وإغلاق مركز شرطة كيننجتون.
اختيرت إشالومي كمرشحة عن حزب العمال في دائرة فوكسهول البرلمانية في 27 أكتوبر 2019، بعد أن أعلنت كيت هوي، وهي عضو في البرلمان منذ 30 عامًا، أنها لن ترشح نفسها مرة أخرى عن حزب العمال في الدائرة الانتخابية. فازت بالمقعد بفارق ضئيل لكنها مازالت قوية إذ كان عدد اصوات العمال 19,612 صوتًا.
ألقت إشالومي خطابها الأول في مجلس العموم في 17 يناير 2020. قالت: «لم أكن أتخيل أبدًا قبل خمس سنوات تقريبًا من اليوم، عندما كنت أتحرك حرفيًا صعودًا ونزولًا في جناح الولادة، وأنا أنظر إلى النهر، وأحاول إجبار ابنتي على الخروج، أن أجلس الآن في البرلمان وأقاتل للحصول على تمويل لأطبائنا وممرضاتنا الذين يعملون بجد» في إشارة إلى مستشفى سانت توماس في دائرتها الانتخابية في فوكسهول. أعطت إشالومي الأولوية لتمويل هيئة الخدمات الصحية الوطنية، والشرطة، والتركيز على معالجة العنف ضد الشباب والشابات اللاتي يواجهن الاستغلال الجنسي.
كثيرًا ما جرى الخلط بين إشالومي وزميلاتها من النائبات السوداوات منذ دخول البرلمان، إذ خلطوا مرتين بين إشالومي نفسها وزميلاتها من النساء السوداوات في الأشهر التسعة منذ انتخابها. وقالت إشالومي عن عدم القدرة على التعرف عليها أن «تكرار الأمر مقلق، ويؤدي إلى وجهة نظر عنصرية كسولة بأن كل السود يبدون متشابهين». عرفت قناة بي بي سي برلمان إشالومي خطأً على أنها تايو أوواتمي، واندفع زميلها في البرلمان نحوها معتقدًا أنها كيت أوسامور. خلال فترة عضويتها في هيئة لندن التشريعية، خلطوا بينها وبين كيمي بدنوك، التي كانت آنذاك عضو زميلة في الهيئة. كتبت إشالومي «كل هؤلاء النساء اللواتي أشرتُ إليهن هن سياسيات جديرات بذلك... إنهن نساء قاتلن من أجل انتخابهن. لذا فهنّ يستحققن ذكر أسمائهن وعدم الخلط بينهن وبين نساء سوداوات أخريات. هذا لا يحدث لبعض زميلاتي البيضاوات، اللواتي أحيانًا ينسدل شعرهن، وأحيانًا يعتمدن تسريحة ذيل الحصان. فلماذا، إذا قمنا نحن النساء السوداوات بتغيير شعرنا أو مظهرنا، لا تستطيعون التعرف علينا؟».

## وصلات خارجية
- الموقع الرسمي
- floeshalomi على تويتر.